# Woignarue
Woignarue település Franciaországban, Somme megyében. Lakosainak száma 751 fő (2022. január 1.). Woignarue Allenay, Ault, Bourseville, Brutelles, Cayeux-sur-Mer és Friaucourt községekkel határos.

## Népesség
A település népessége az elmúlt években az alábbi módon változott:
| Lakosok száma | 845  | 854  | 855  | 816  | 797  | 791  | 779  | 770  | 751  |
|               | 2013 | 2015 | 2016 | 2017 | 2018 | 2019 | 2020 | 2021 | 2022 |